# Conseil de Lane Cove
Le conseil de Lane Cove (en anglais : Lane Cove Council) est une zone d'administration locale de l'agglomération de Sydney, située dans l'État de Nouvelle-Galles du Sud, en Australie.

## Géographie
La zone s'étend sur 11 km2 dans la banlieue nord-ouest de Sydney. Elle est baignée au sud et à l'ouest par le cours de la Lane Cove.

### Quartiers
- Greenwich
- Lane Cove
- Lane Cove North
- Lane Cove West
- Linley Point
- Longueville
- Northwood
- Riverview
- St Leonards

et les localités de:
- Blaxlands Corner
- Gore Hill
- Osborne Park

## Histoire
Le borough de Lane Cove est créé le 11 février 1895 par la séparation avec la municipalité de Willoughby Nord (aujourd'hui la ville de Willoughby). Il accède au statut de municipalité en 1906 puis devient le conseil de Lane Cove en 1993.
En 2016, le gouvernement de Nouvelle-Galles du Sud propose de fusionner Lane Cove avec les zones d'administration locale voisines de Hunter's Hill et Ryde, mais face aux oppositions le projet est abandonné l'année suivante.

## Démographie
La population s'élevait à 31 510 habitants en 2011 et à 36 051 habitants en 2016.

## Politique et administration

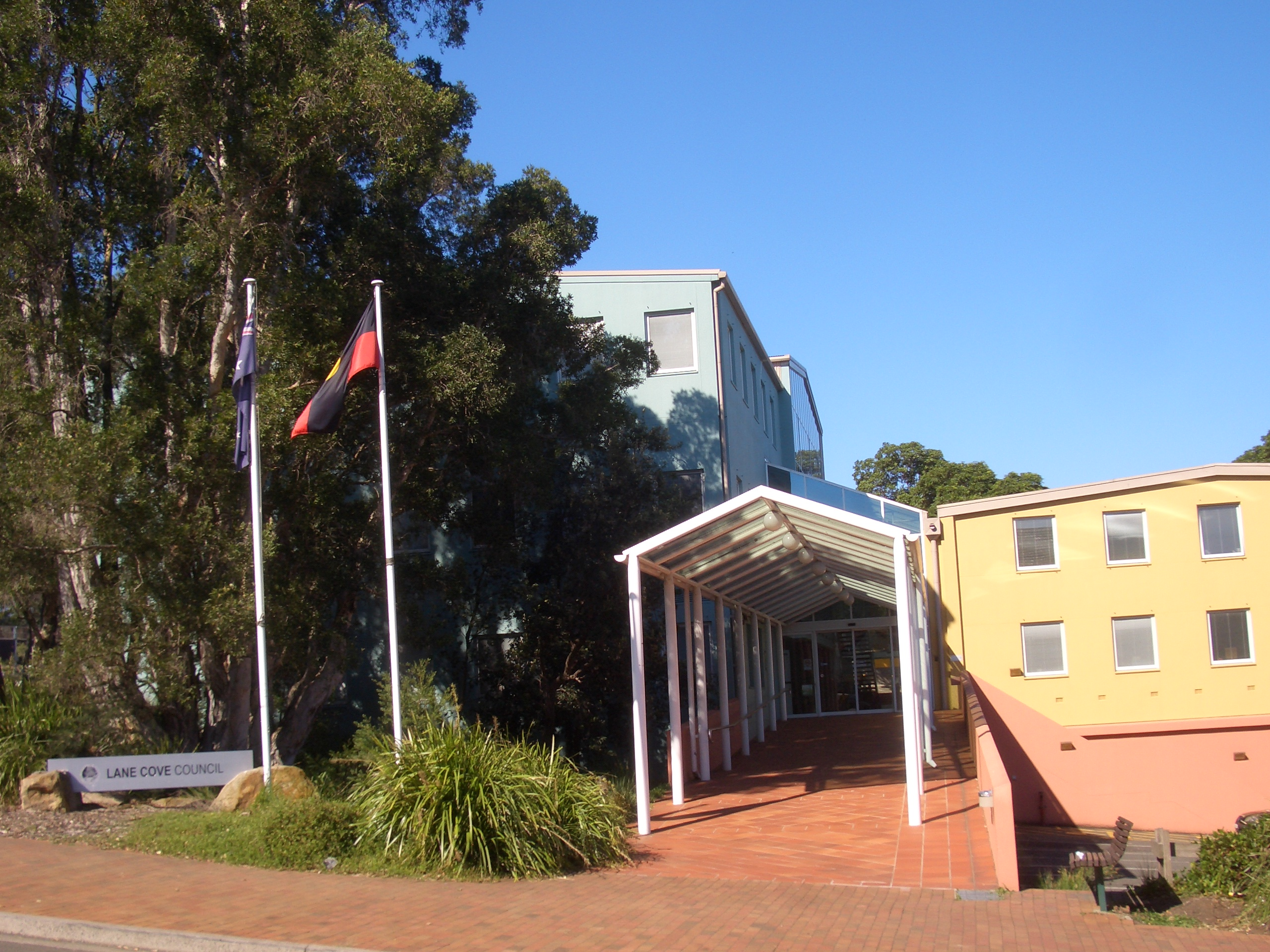
Le siège du conseil

La zone comporte trois subdivisions appelées wards. Le conseil municipal comprend neuf membres élus, à raison de trois par ward, pour quatre ans, qui a leur tour élisent le maire pour deux ans. À la suite des élections du 4 décembre 2021, le conseil est formé de trois libéraux, trois travaillistes, deux indépendants et un vert.

### Liste des maires
| Période           | Période      | Identité          | Étiquette    | Qualité |
| ----------------- | ------------ | ----------------- | ------------ | ------- |
| 2012              | 2013         | Scott Bennison    | Libéral      |         |
| 2013              | 2015         | David Brooks-Horn | Libéral      |         |
| 2015              | 2017         | Deborah Hutchens  | Libérale     |         |
| 25 septembre 2017 | janvier 2022 | Pam Palmer        | Indépendante |         |
| 10 janvier 2022   | en cours     | Andrew Zbik       | Travailliste |         |